# 荷属安的列斯解体

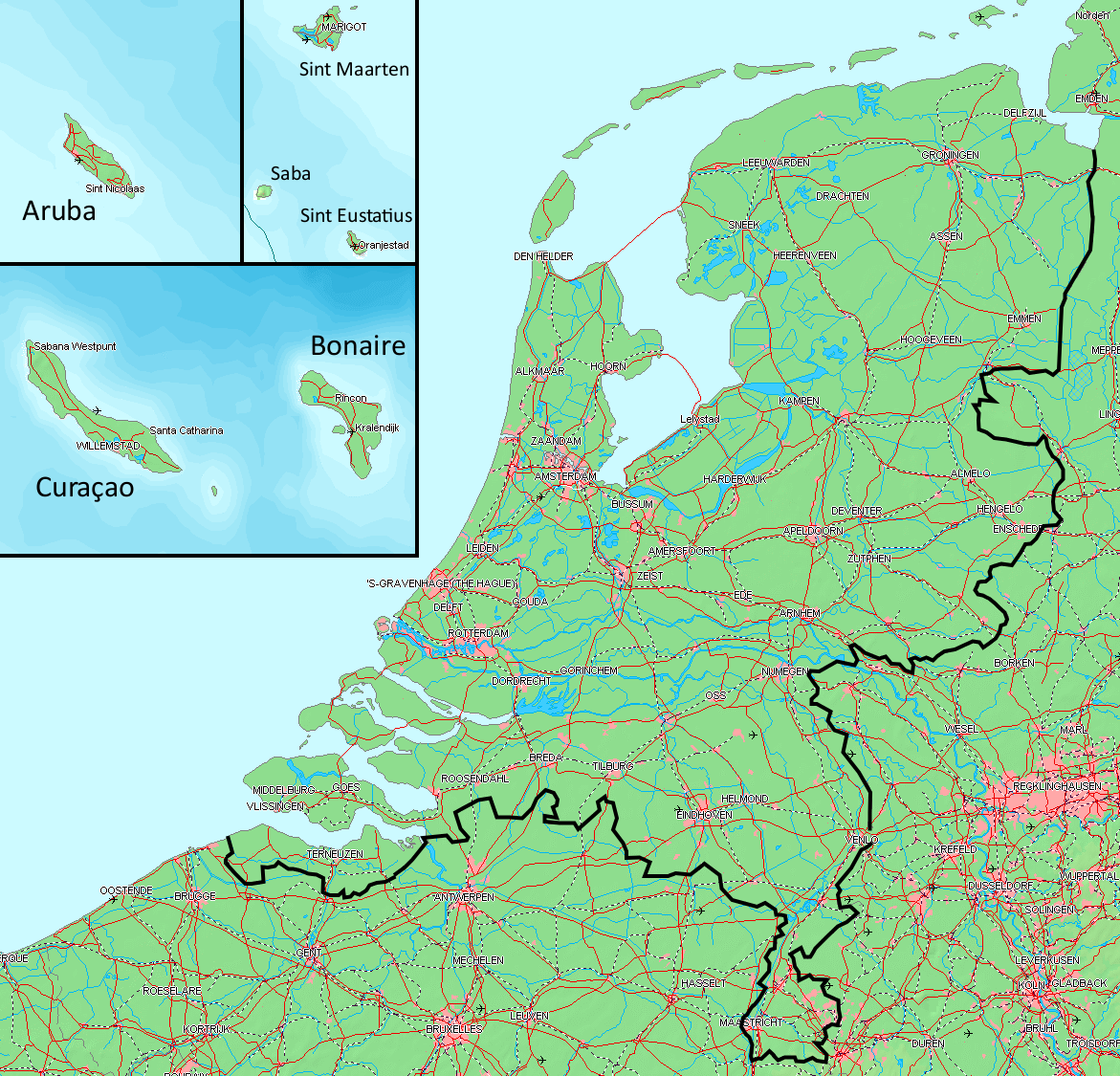
荷兰王国地图

原荷蘭王國在加勒比海的自治國荷属安的列斯于2010年10月10日起正式解体。
荷属安的列斯解体经过了多年的谈判，并曾定下2007年7月1日、2008年12月15日两个目标日期，但后来都未能实现。最终，解体日期被定在2010年10月10日。
2010年10月10日上午6时，荷属安的列斯解体的仪式在库拉索岛上举行。荷兰王储威廉-亚历山大、王储妃马克西玛（Princess Máxima）、国防大臣范米德古普（Eimert van Middelkoop）等人出席了在威廉港布里恩广场（Brionplein）上举行的仪式。随着安的列斯旗的降下以及库拉索国旗的上升，正式宣告荷属安的列斯的解体。
原先的五个岛屿中，最大的两个岛屿库拉索与圣马丁成为荷蘭王國的构成国家（自治国），实行自治，与荷兰本土以及1986年自荷属安的列斯脱离的阿鲁巴地位平行。它们拥有自己独立的议会、政府、首相等。
而另外三个小岛博奈尔、圣尤斯特歇斯与萨巴合稱BES島嶼，则成为荷兰特别行政区，由荷兰直接管辖。这意味着这三个岛上将施行荷兰法律与欧盟法律，包括“堕胎、同性婚姻和安乐死的合法性”。而三个岛上原有的议会转型成为市政议会，各岛总督则成为市长。岛上居民也与其他荷兰本土居民一样有权参与荷兰以及欧洲议会选举投票。
根据协定的规定，荷兰政府承担了荷属安的列斯原先债务的70%，约17亿欧元。
另外，解体后，荷兰版图增加了322平方公里，萨巴岛上的西内里山也成为了荷兰的最高峰。同时，博奈尔使用的帕皮阿门托语与圣尤斯特歇斯、萨巴使用的英语分别成为了荷兰的官方语言。
| 成员国家   | 人口 （2009年度） | 占王国总人口 的百分比 | 面积 （平方千米） | 占王国总面积 的百分比 | 人口密度 （人／平方千米） |
| ---------- | ----------------- | --------------------- | ----------------- | --------------------- | ------------------------- |
| 荷蘭       | 16,516,537        | 98.30%                | 41,848            | 98.42%                | 394                       |
|            | 12,103            | 0.07%                 | 288               | 0.68%                 | 40                        |
|            | 1,524             | 0.01%                 | 13                | 0.03%                 | 115                       |
|            | 2,754             | 0.02%                 | 21                | 0.05%                 | 129                       |
| 阿鲁巴     | 106,050           | 0.63%                 | 193               | 0.45%                 | 538                       |
|            | 140,796           | 0.84%                 | 444               | 1.04%                 | 309                       |
| 荷屬聖馬丁 | 40,007            | 0.24%                 | 34                | 0.08%                 | 1,146                     |
| 荷兰王国   | 16,803,390        | 100.00%               | 42,519            | 100.00%               | 392                       |